# Grigore Posea
Grigore N. Posea (n. 15 octombrie 1928, Nehoiașu, România – d. 23 februarie 2023) a fost un specialist în geografie, profesor universitar român.
I. Date personale
Nume: 			POSEA
Prenume: 		GRIGORE
Data nașterii: 		15 (12) octombrie 1928;
Locul nașterii:	Nehoiașu, jud. Buzău;
Starea civilă: 	căsătorit, un fiu (Aurora; Cristian)
Funcția: 	• profesor universitar;
- prorector Universitatea „Spiru Haret”;
- profesor consultant Universitatea București;
- președinte de onoare al Societății de Geografie din România și al A.G.R.;
- profesor de onoare al Universității „Al. I. Cuza“, Iași

Principalele domenii de interes: Relieful României, terase, piemonturi, pedimente, glacisuri, depresiuni, geografia munților, geografia câmpiilor, regionarea geografică, geomorfologie aplicată, relieful și mediul înconjurător, văile transversale, Geografia României, geopolitica, vulcanism environement, geografie didactică, preuniversitară.
Studii: 				
- Școala primară, com. Nehoiu, jud. Buzău (1935-1940);
- Liceul militar, Chișinău, Timișoara, Predeal (1940-1948);
- Facultatea de Geologie-Geografie (1948-1952), București; Diplomă de merit 285 – emisă în 12.X.1956.

Titluri științifice
- Diplomat universitar (1952), cu Diplomă de Merit;
- Doctor în geografie, Universitatea din Cluj (Hot. Com. Sup. de Diplome din 15 mai 1958 și cabinet Ministru nr. 1070/15.05.1958);
- Doctor docent în științe, Universitatea din București (Hot. Com. Sup. de Diplome 284/30.03.1970).

Specializări
- La Universitatea Lomonosov din Moscova (4 luni, 1962); prof. K. Markov.
- La Universitatea Sorbonne – Paris (4 luni, 1965-1966); prof. J. Dresch.

Titluri didactice
- Preparator, Universitatea din București (1951-1952, Comitetul pentru Învățământul Superior, decizia nr. 5202/951);
- Asistent, Universitatea din București (1952-1953), Decizie 51115, nr. 8/1957;
- Doctorand cu frecvență, Universitatea din Cluj (1953-1956); Rectorat Univ. V. Babeș – Cluj, adev. 4298/1953;
- Lector (șef de lucrări), Universitatea din Cluj (1957-1960), Decizia nr. 2036 a/1957 a M.I.;
- Conferențiar, Universitatea din București (1960–1969); ordin nr. 1861/ 26.07.1960; (și Hot. Comis. Sup. De Diplome 384/29.05.1963).
- Profesor universitar, Universitatea București, din 1969; ordin Min. Înv. nr. 2633/23.06.1969.
- Prof. consultant Univ. București, Decizia nr. 1931/28.10.1999;
- Prof. univ. titular și prorector, Univ. Spiru Haret, Decizia nr. 1073/ 19.11.2002 și 2008
- Prof. de Onoare al Univ. din Iași (2.05.2002)

Funcții didactice – științifice și administrative
- Prodecan la Facultatea de Geologie-Geografie (1961-1963);
- Decan la Facultatea de Geologie-Geografie (1972-1976); ordin M.E.I. nr. 794/ 22.05.1972;
- Director al Institutului de Geografie (1975-1976); ordin M.E.I. nr. 490/ 18.06.1975;
- Șef Catedră, Geografie Fizică (1966-1972) și Geomorfologie-Pedologie (1990-1996);
- Conducător de doctorat pentru Geomorfologie (din 1965);
- Conducător de doctorat pentru Geografie Fizică (din 1968); ordin M. I. nr. 40/ 27.01.1968;
- Vicepreședinte al Comitetului Național de Geografie (1968-1998);
- Prim-vicepreședinte al Societății de Geografie (1972-1990);
- Președinte al Societății de Geografie, din1990-2004, apoi Președinte de Onoare;
- Șef catedră Geomorfologie-Pedologie (1990-1996);
- Fondator și Președinte al Asociației Geomorfologilor din România, din 1990-1998, apoi Președinte de Onoare;
- Vicepreședinte al Fundației „România de Mâine“, din 1990;
- Îndrumare pentru specializare și doctorat a unor cadre din străinătate (M. Charie din Grenoble – Franța, 1971; Perikli Quiriazi din Tirana, 1968-1969; Musa Orhmas – Iordania, 1985-1986; O. Herșcovici – Israel ș.a.);
- Rector Univ. Spiru Haret (1993-1994) și președinte al Consiliului de Științe Geografice și ecologice. Act Judecătoria Sector I, București, 30 apr. 1993;
- Prorector la Univ. „Spiru Haret” (din 1991, 2002, 2008).[2]

Activitatea editorială
- Redactor-șef adjunct la revista Academiei „Revue Roumaine de Géographie“ (1970-1998);
- Redactor-șef adjunct la revista Academiei „Studii și cercetări de geografie“ (1970-1998);
- Membru în colectivul revistei „Terra“ a Societății de Geografie (4 numere anual din 1968);
- Redactor responsabil al „Buletinului Societății de Geografie din România” (din 1995);
- Redactor responsabil al „Analelor Universității „Spiru Haret“, Seria Geografie (din 1997);
- Membru în colectivul de redacție al revistei „Analele Universității București”, Seria Geografie (1968);
- Membru în Comitetul de Cercetare al Supervizorilor (Research Board of Adwsors) la The American Biografical Institut (în 2002);
- Membru în colegiul de redacție al revistei de Geomorfologie;
- Membru în Comitetul de redacție al revistei francofone „Physio-Géo”. (Géographie Physique et Environement), Parts (2007);
- Membru în colectivul de coordonare al „Tratatului de Geografia României” (vol. I-VI) din 1978 și redactor-responsabil pentru vol. V, apărut în 2005, Editura Academiei;
- Coordonator al unor volume ca: „Enciclopedia Geografică a României” (1982); „Geografia de la A la Z: dicționar de termeni geografici ” ,1986; „Probleme de Geomorfologie” (1969 și 1988), „Geografia României”,   vol. V (2005) ș.a.;
- Peste 300 de lucrări publicate, din care 25 de volume reprezentând cercetări științifice personale, sinteze, manuale (între 1978-2007 a publicat 18 manuale universitare), tratate de specialitate.[2]

Apartenență la societăți științifice
- Societatea de Geografie din România;
- Asociația Oamenilor de Știință din România;
- Uniunea Internațională de Geografie (U. I. G.);
- Asociația Geomorfologilor din România (președinte și fondator) – A.G.R.;
- Membru periodic în unele comisii de lucru ale Uniunii Internaționale de Geografie (până în 1978, după care țara noastră nu a mai plătit cotizația);
- Președinte sau membru în foarte multe comisii de doctorat la Univ. București, Cluj și Iași.

Activitatea didactică 
- Preparator la Catedra de geografie fizică, București (1951-1952);
- Asistent, Institutul de Geografie, București (1952-1953);
- Doctorand cu frecvență, Universitatea din Cluj (1953-1956);
- Lector, Universitatea din Cluj (1957-1960);
- Conferențiar, Universitatea din București (1960-1969);
- Profesor, Universitatea din București (1969-1999);
- Profesor, Universitatea „Spiru Haret“(1991- ...).

Cursuri tipărite
- „Probleme de Geomorfologia României”, 1969 (208 pag.), vol. I;
- „Probleme de Geomorfologia României”, 1998 (170 pag.), vol. II;
- „Geomorfologie generală”, 1970 (591 pag.);
- „Relieful României”, 1974 (483 pag.);
- „Geomorfologie”, 1976 (534 pag.);
- „Câmpia de Vest a României”, 1997 (429 pag.);
- „Geografie fizică. Terra căminul omenirii și sistemul solar”, 1998 (400 pag.);
- „Vulcanismul și relieful vulcanic”, 2001 (216 pag.);
- „România – geografie și geopolitică”, 1999 (176 pag.);
- „Geografia fizică a României” (2003, partea I și 2004, partea II) (262 pag. și 235 pag.);
- „Geomorfologia României” (2003 și 2005) (442 pag. și 443 pag.);
- „Cartografierea geomorfologică”, 2003 (208 pag.).

Laboratoare și stațiuni de cercetare înființate
- Laborator de Geomorfologie (1964) – la Universitatea București, pentru prima dată;
- Laborator de Granulometrie (1973);
- Laborator de analiza mediului ambiant, 1974 (dar desființat în 1978);
- Laborator de metodica predării geografiei în 1973 (dar desființat în 1980);
- Laborator de aerofotointerpretare (1975);
- Stațiunea de Cercetări Geografice (Ieșelnița) Orșova (1964).

### Premii științifice și distincții
- Premiul Ministerului Învățământului pentru cercetare științifică (în 1959, 1962);
- Ordinul Muncii clasa a III-a (13 octombrie 1964) „cu prilejul aniversarii a 100 de ani de la înființarea Universității din București, pentru activitate îndelungată, contribuție în dezvoltarea științei și merite deosebite în dezvoltarea învățămîntului superior”[3]
- Ordinul „Meritul Științific” clasa a II-a (20 aprilie 1971) „pentru merite deosebite în opera de construire a socialismului, cu prilejul aniversării a 50 de ani de la constituirea Partidului Comunist Român”[4]
- Premiul „Gh. Murgoci “ al Academiei Române, 1974 („Relieful României”);
- Premiul „Gr. Cobălcescu“ al Academiei Române, 1984 („Enciclopedia Geografică a României”, coordonator și autor principal);
- Diplome și medalii ale Societății de Geografie (între 1975-2006);
- Diplomă de Mare Merit;
- Ordinul Meritul pentru Învățământ în grad de Cavaler (Decret prezid. 1181/13.12.2004).

IV. ACTIVITATEA ȘTIINȚIFICĂ
A publicat peste 300 (340) de lucrări, din care peste 30 de volume, reprezentând cercetări științifice personale, sinteze, manuale, tratate, dicționare de specialitate, unele în colaborare, dar la toate având aportul substanțial și fiind coordonator (vezi anexa). De asemenea, a coordonat și realizat peste 50 de contracte de cercetare cu diferite întreprinderi, în valoare de multe milioane lei (anexa).
V. LUCRĂRI DE AMPLOARE SAU CONTRIBUȚII DE SINTEZĂ LA DEZVOLTAREA GEOGRAFIEI ROMÂNEȘTI ȘI GENERALE.
- Relieful României (1974, 483 p.) reprezintă o lucrare de amploare, premiată de Academie (premiul Murgoci, 1974)
- Țara Lăpușului (1962, 238 p.)
- Enciclopedia Geografică a României (1982, 847 p., cu circa 900 de hărți în 12 culori).
- Geografia județului Buzău (1971, 135 p.)
- Geografia județului Maramureș (1980, 179 p.)
- Geografia Municipiului București și a Sectorului Agricol Ilfov (1984, 290 p.)
- Geografia fizică a României (1974, 33 p.)
- Munții Buzăului (1972, 86 p.)
- Geografia de la A la Z (1986, 325 p.)
- Harta geomorfologică a României (1980)
- Harta regionării geomorfologice (1984)
- Geomorfologia generală (1970, 590 p.) și Geomorfologie (1976, 535 p.)
- Manuale pentru licee și școli tehnice.

Între 1978-2007 a publicat 18 manuale preuniversitare, din care 2 sunt caiete de lucru.
- a) Geomorfologia (1963, 171 p.) manual despre relief pentru școala tehnică de geologie, a fost în uz atâta timp cât a funcționat școala respectivă.
- b) Geografia fizică generală (1978, 215 p.), manual refăcut periodic, a fost în uz, pentru clasa a IX-a, până în anul 1983.
- c) Geografia fizică generală și geologie (1983, 123 p.), în uz până în 1999, pentru clasa a IX-a. A fost tradus în limbile germană și maghiară.
- d) Probleme fundamentale ale Terrei (1978, 100 p.), manual ce a fost în uz pentru clasa a IX-a a liceelor industriale, agro-industriale, matematică-fizică, economice, sanitare și de artă. S-a tradus și în germană și maghiară.
- e) Geografia mediului înconjurător (1978, 147 p.), manual refăcut periodic, este în uz și în prezent pentru clasa a XI-a. A fost tradus în germană și maghiară.
- f) Geografia economică și a populației  (1979, 128 p.), manual refăcut periodic, este în uz și în prezent pentru clasa a X-a. A fost tradus în germană și maghiară.
- g) Geografia continentelor extraeuropene (1999),  pentru clasa a VII-a.
- h) Geografie, cl. IX, Ed. All (1999); Caietul elevului pentru geografie cl. VII, Editura All (1999); Ghidul profesorului – Editura All.
- i) Geografia României, clasa VIII, Editura All (2000 și 2006); Caietul elevului, clasa VIII (2000).
- j) Geografia României, clasa XII, Editura All (2002).
- k) Geografia României, clasa XI, Editura All (2002).
- l) Geografie, clasa IX, Editura All (2003).
- m) Geografie, clasa X, Editura All (2004).
- n) Geografie, clasa X, Editura All (2005).
- o) Geografie – Probleme fundamentale ale lumii contemporane, clasa XI, Editura Niculescu (2006).
- p) Geografie – Europa, România, Uniunea Europeană, clasa XII, Editura C.D. Press (2007).
- Câmpia Banato-Crișană (1992, 400 p., în 4 volume, la Tipografia Universității București)
- 15. Geografie (1993, 1998 și 1999), trei manuale metodice pentru învățarea Geografiei României (împreună cu M. Ielenicz, apărute la Editura Eficient), care se adresează candidaților la admiterea în facultate, dar și profesorilor ce susțin gradul doi sau definitivatul.
- Geografie fizică (Terra – cămin al omenirii și Sistemul Solar), 1998, Edit. Enciclopedică (400 p., împreună cu Iuliana Armaș)
- România, geografie și geopolitică (1999, Editura Fundației „România de Mâine”, 176 p.)
- Geografia fizică a României (2003, partea I, 262 pg. – Date generale, Poziția geografică, Relief și Partea a II-a, în 2004 – Clima, Apele, Biogeografia, Solurile, Hazarde naturale, 234 pg., Editura Fundației România de Mâine)
- Geomorfologia României – Relief, tipuri, geneză, regionare – Editura Fundației „România de Mâine“ (2002) – 444 pagini și 2005, ediția a II-a – 443 pagini, plus hărțile regionării României)